# Weißenohe
Weißenohe település Németországban, azon belül Bajorországban. Lakosainak száma 1216 fő (2023. december 31.).

## Népesség
A település népessége az elmúlt években az alábbi módon változott:
| Lakosok száma | 418  | 841  | 881  | 862  | 1100 | 1057 | 1139 | 1133 | 1186 | 1216 |
|               | 1875 | 1950 | 1975 | 1987 | 2012 | 2014 | 2016 | 2017 | 2021 | 2023 |